# Heavy Gear
Heavy Gear è un wargame tridimensionale e gioco di ruolo di fantascienza pubblicato nel 1994 dalla compagnia canadese Dream Pod 9. Basata sulla tessa ambientazione ha pubblicato anche il gioco di carte collezionabili Heavy Gears Fighters. Nel 1997 e nel 1999 la Activision pubblicò due videogiochi di genere sparatutto in prima persona basati su Heavy Gear. È stata anche realizzata una serie animata in CGI nel 2001 dalla Mainframe Entertainment, che mostra una versione piuttosto semplificata dell'universo del gioco.
Il gioco è ambientato nel futuro su un pianeta colonizzato dagli umani, chiamato Terranova, e gli eventi vengono narrati nei numerosi libri e accessori del gioco, con le nuove pubblicazioni che mandano avanti cronologicamente la storia.
Heavy Gear è noto per dei veicoli militari umanoidi (o mecha) chiamati Gears e Striders usati dalle forze militari del gioco. I Gears traggono ispirazione dagli anime di genere mecha, in particolare Armored Trooper VOTOMS di Ryousuke Takahashi.

## Trama e ambientazione
Heavy Gear è ambientato in un futuro remoto di 4000 anni (6132 Dopo Cristo) su un pianeta colonizzato chiamato Terranova. Terranova era la migliore delle colonie terrestri, ma una crisi economica costrinse i governi della Terra ad abbandonare Terranova, lasciando i suoi abitanti in una sorta di Medio Evo. Successivamente si formarono delle città-stato, che si unirono in Leghe. Queste Leghe diventeranno successivamente le superpotenze che governano gli emisferi nord e sud di Terranova.
L'ambientazione, essendo soprattutto il contorno del gioco e dei suoi adattamenti, le unità militari sono la caratteristica principale. Tra le armi più popolari per le varie fazioni di Terranova vi sono gli Heavy Gear, robot da guerra di aspetto umanoide alti tra i 3,7 e i 6 metri pilotati da singoli individui. I Gear hanno armi e corazze più leggere rispetto ai carri armati di Terranova, ma possiedono varie capacità che li rendono efficaci in battaglia anche grazie alle regole del gioco che mettono una maggiore enfasi sulla tattica che sulla potenza delle armi.
Durante la storia di Terranova si svolgono vari conflitti tra le potenze dell'emisfero nord e sud e una guerra che vede le forze del nord e del sud allearsi per respingere una invasione dalla Terra.

## La serie animata
Nel 2001, venne prodotta dalla Mainframe Entertainment e la Columbia Tristar Television una serie animata in CGI di Heavy Gear che durò 40 episodi.
Lo staff di Dream Pod 9 ebbe poco coinvolgimento nella realizzazione della serie, che ebbe varie differenze rispetto al gioco da tavolo e ai videogiochi. Il target di età della serie fu più basso rispetto al gioco. In origine, l'intenzione dei produttori era di avere i primi episodi incentrati su un torneo di combattimento tra Gear di cui fanno parte i perfidi Vanguards of Justice, che rappresentano l'emisfero Nord del pianeta Terranova, e gli onorevoli Shadow Dragons dell'emisfero Sud. La storyline del torneo sarebbe stata seguita da un'invasione da parte delle forze militari della Terra, con lo scopo di riprendersi la vecchia colonia di Terranova, e i gruppi del Nord e del Sud sarebbero stati costretti ad allearsi per respingere l'invasione. Ma il timore che vedere gli antagonisti dei primi episodi(i Vanaguards of justice) collaborare con gli eroi e cambiare il genere della serie da un torneo a una guerra avrebbe confuso il pubblico spinse i produttori a rendere l'intera serie sui combattimenti sportivi tra Gear.